# Нанн, Кем
Кем Нанн (англ. Kem Nunn 1954, США) — американский писатель, сценарист.

## Биография и творчество
Кем Нанн родился в 1954 году в Соединённых Штатах Америки, детство провел в Южной Калифорнии. В юности увлекся серфингом, работал на лодочной станции. В 30 лет поступил на курсы писательского мастерства в Калифорнийский университет в Ирвайне. Там написал свой первый роман — «Оседлай волну» англ. Tapping the source, хорошо принятый критиками и признанный впоследствии «классическим романом о сёрфинге», породившим поджанр литературы серфинг-нуар.
Кем Нанн является автором эпизодов нескольких сериалов:
- американский сериал «Дедвуд» — 8 эпизод 3 сезона «Leviathan Smiles»;
- американский сериал «Джон из Цинциннати» — эпизоды «His Visit, Day One», «His Visit, Day Two»;
- американский сериал «Сыны анархии» — эпизоды 5-7 сезонов «Laying Pipe», «Crucifixed», «Wolfsangel», «John 8:32», «You Are My Sunshine», «Poor Little Lambs», «Faith and Despondency».

Также Кем Нанн совместно с Джоном МакНотоном работал над сценарием к фильму «Дикость».
В настоящее время проживает в Северной Калифорнии, пишет статьи для журнала «Surfer».

## Экранизации
- 2016 — телесериал «Шанс», с Хью Лори в роли доктора Элдона Шанса.

В конце 2019 года стало известно о готовящейся экранизации романа «Оседлай волну» (англ."Tapping the Source") киностудией Universal Pictures.

## Литературные премии
- 1984 — номинация на Национальную книжную премию, финалист — роман «Оседлай волну»[4].
- 1987 — номинация на Премию Брэма Стокера — роман «Unassigned Terrytory»[5].
- 1993 — номинация на Премию Эдгара Аллана По — роман «Pomona Queen»[6].
- 2004 — лауреат премии Los Angeles Times Book Prize (Mystery/Thriller) — роман «Tijuana Straits».
- 2007 — номинация на Премию Гильдии сценаристов США — за сценарий к эпизоду сериала «Дедвуд».